# 北姑
北方姑娘（習慣簡稱做北姑或北妹），有時亦稱作大陸妹。「北姑」是一個出自香港澳門以廣東省作地域中心的粵語詞彙，或含貶義。「北姑」一詞表面上是指，由香港的北方境外地區來的中國大陸女子，實際往往是指來自中國大陆的妓女。

## 起源與發展
「北姑」一詞是由中國的天朝上國思想演化而來。中國傳統把南方人與北方人區別分離，以分辨中國北方與南方，單一地域上亦有本地人與外省人之分。
北姑在字面上，泛指「北方姑娘」。由於地理上，香港以北是中國大陸，這亦代表來自大陸的女子。不過，由於多年來有大陸女子以訪問或旅行等原因南下香港，繼而從事賣淫活動，坊間會稱那些大陸女子為「北姑」，以便釐定來自香港本地（俗稱「陀地」）、大陸、及其他地區或種族的性工作者。所以實際上，北姑一詞其實等於與來自中國北方的妓女。
此外，由於「北姑」普遍是指中國大陆妓女，其他場合或令大陸人感被歧視。
然而，很多一樓一妓女常以「北姑」二字作為其性行業「賣點」。在香港提供性服務的大陸人與「陀地」往往收費相近，「北姑」收費大於東南亞，少於歐美的性工作者，被指市場需求顯種族主義化。所謂崩口人忌崩口碗，的確曾有一宗個別事件涉及該詞詞性的爭議。2010年，一名大陸女子在香港街上被直呼「北姑」而大吵大鬧，聲言被「侮辱」並反擊香港人。
然而，除了「企街」和「一樓一」問題，「北方姑娘」發展至有好幾種問題，的確對中國南方道德、經濟的影響深遠，包括：廣場舞的大媽（強國大媽）、水貨客的問題，黑工及涉及外勞的爭議等等。那種問題亦是港中矛盾一部份，造成如2019年「光復屯門公園」的社會運動。

## 衍生詞彙
北菇雞，原本是指北菇滑雞飯或任何用上香菇和雞的粵菜菜餚。因為粵語傳統上常以「雞」一詞來形容妓女，所以亦有人以「北菇雞」一詞來形容來自中國大陸的妓女。